# Sovětský Superpohár
Sovětský Superpohár (rusky: Кубок сезона) byla nepravidelná sovětská fotbalová soutěž, která zahrnovala pouze jediné utkání ročně (v sezónách 1984 a 1985 dva zápasy).
Právo na účast v ní si vybojovali vítězové sovětské ligy a národního poháru z předešlého ročníku těchto soutěží (příklad: Superpoháru 1981 se účastnil mistr ligy 1980 a vítěz národního poháru 1980).

## Přehled jednotlivých ročníků
Zdroj:
| Rok  | Superpohár                    | Superpohár                | Superpohár                          |
| Rok  | Vítěz sovětské fotbalové ligy | Výsledek                  | Vítěz sovětského fotbalového poháru |
| ---- | ----------------------------- | ------------------------- | ----------------------------------- |
| 1977 | Dynamo Kyjev                  | 0 : 1                     | Dynamo Moskva (1)                   |
| 1981 | Dynamo Kyjev (1)              | 1 : 1 (5:4 na pen.)       | Šachtar Doněck                      |
| 1984 | Dněpr Dněpropetrovsk          | 1 : 2 (1 z.) 1 : 1 (2 z.) | Šachtar Doněck (1)                  |
| 1985 | Zenit Leningrad (1)           | 2 : 1 (1 z.) 1 : 0 (2 z.) | Dynamo Moskva                       |
| 1986 | Dynamo Kyjev (2)              | 2 : 2 (3:1 na pen.)       | Šachtar Doněck                      |
| 1987 | Dynamo Kyjev (3)              | 1 : 1 (5:4 na pen.)       | Torpedo Moskva                      |
| 1989 | Dněpr Dněpropetrovsk (1)      | 3 : 1 pp.                 | Metalist Charkov                    |

Legenda:
|  | klub získal v sezóně double, tedy prvenství v sovětské lize i sovětském poháru      |
|  | vítěz utkání je zvýrazněn tučně, číslo v závorce znamená počet titulů k danému roku |

## Účasti
Zdroj: 
| Účasti v jednotlivých ročnících soutěže |       |          |                  |                  |
| Klub                                    | Vítěz | Poražený | Vítězné ročníky  | Prohrané ročníky |
| Dynamo Kyjev                            | 3     | 1        | 1981, 1986, 1987 | 1977             |
| Šachtar Doněck                          | 1     | 2        | 1984             | 1981, 1986       |
| Dynamo Moskva                           | 1     | 1        | 1977             | 1985             |
| Dněpr Dněpropetrovsk                    | 1     | 2        | 1988             | 1984             |
| Zenit Leningrad                         | 1     | —        | 1985             |                  |
| Metalist Charkov                        | —     | 1        |                  | 1989             |
| Torpedo Moskva                          | —     | 1        |                  | 1987             |